# لیسان لوژان
لیسان لوژان (انگلیسی: Lisanne Lejeune؛ زادهٔ ۲۸ ژوئیهٔ ۱۹۶۳) ورزشکار هاکی روی چمن اهل پادشاهی هلند است.
وی در مسابقات کشوری و بین‌المللی در مجموع برندهٔ ۳ مدال طلا، ۱ مدال برنز شده‌است.